# Gehyra pluraporosa
Gehyra pluraporosa (кінг-едвардська дтелла) — вид геконоподібних ящірок родини геконових (Gekkonidae). Ендемік Австралії. Описаний у 2018 році.

## Поширення і екологія
Кінг-едвардські дтелли мешкають в долині річки Кінг-Едвард в Західній Австралії. Вони живуть в рідколіссях, серед пісковикових скель.